# كرايغ ليون
كرايغ ليون (بالإنجليزية: Craig Leon)‏ هو موزع موسيقي ومنتج أسطوانات وملحن أمريكي، ولد في 7 يناير 1952.

## وصلات خارجية
- الموقع الرسمي
- كرايغ ليون على موقع IMDb (الإنجليزية)
- كرايغ ليون على موقع ميوزك برينز (الإنجليزية)
- كرايغ ليون على موقع ديسكوغز (الإنجليزية)